# Grupa superrozwiązalna
Grupa superrozwiązalna – grupa posiadająca ciąg normalny:
{\displaystyle \{1\}=H_{0}\triangleleft H_{1}\triangleleft \ldots \triangleleft H_{k-1}\triangleleft H_{k}=G}
o ilorazach cyklicznych oraz dla każdego i
{\displaystyle H_{i}\triangleleft G.}
Grupy superrozwiązalne są więc rozwiązalne.
Przykładami grup superrozwiązalnych są skończone grupy abelowe i nilpotentne. Ponieważ każda grupa superrozwiązalna musi być skończenie generowana, to nieprzeliczalne grupy abelowe nie mogą być superrozwiązalne. Ponadto podgrupy i grupy ilorazowe grup superrozwiązalnych są superrozwiązalne.